# Кућа Поповића
Кућа Поповића се налази у Београду, на територији градске општине Врачар.  Подигнута је 1928. године и представља непокретно културно добро као споменик културе. Кућа је саграђена по пројекту грађевинског инжењера Драгољуба А. Поповића за породицу војводе Вука Војина Поповића и његовог брата Глигорија, члана Управе града Београда.
Кућа има подрум, приземље и поткровље и постављена је на регулациону линију некадашње Подрињске улице. Еклектички приступ у решавању уличне фасаде резултат је постакадемских постулата треће деценије у пројектовању и избору декорације (необарокни забат, декоративне вазе, волуте, породични медаљон са иницијалима, ренесансна ниша, лезене, венци, профилисане плоче и балустраде парапета). Поред архитектонских вредности, кућа има и историјски значај, с обзиром да је војвода Вук истакнута историјска личност и прослављени војсковођа.